# Корона Ксілара
«Корона Ксілара» (англ. The Unbeheaded King) — роман жанру героїчного фентезі Лайона Спрег де Кемпа, вперше опубліковане 1983 року видавництвом Del Rey Books. П'ята книга «Новарійської серії», третя книга трилогії «Мимовільний король».

## Зміст
У цьому продовженні «Годинників Іразу» колишній король Джоріан із Ксілара та доктор Карадур тікають із охопленого повстанням міста Іраз у ванні нещодавно померлого монарха Ішбахара, їх несе Горакс, невидимий демон на службі Карадура.
Відповідно до попередньої обіцянки чарівника, демон доправляє їх у Ксілар, щоб врятувати улюблену дружину Джоріана Естрільдіс, яка є ув'язненою заручницею королівства в надії спокусити Джоріана, якого вони мають намір стратити.
План провалюється, і демон ледь спроможний перенести невдачливих рятівників до сусіднього міста-держави Отомань, де він полишає їх разом із ванною в парку Великого Герцога. Там їх негайно заарештовують за вторгнення.
Їхнє звільнення потребує деякого часу, головним чином через те, що їхній тюремник-садист Мальто, який має образу на Джоріана від попереднього знайомства, перешкоджає їхнім зусиллям розповісти про їхнє становище друзям у місті.
Нарешті звільнившись, вони намагаються накопичити кошти для ще однієї спроби повернути Естрільдіс, це важко, оскільки Джоріан не ризикує стати членом гільдії, бо повинен ховатися від ксіларіанців.
Зрештою, він наймає Абакара, чаклунського колегу Карадура, щоб виконати цю роботу, знову ж таки за допомогою демонічного слуги. На його розчарування, крилатий демон з П'ятої реальності Руах повертається не з тією жінкою, помічницею Естрільдіс Маргаліт. Маргаліт, роздратована викраденням, з часом стає більш дружньою з Джоріаном.
Ксілар посилює охорону Естрільдіс встановлюючи магічні перепони, а Джоріан загруз у судовому процесі щодо виконання контракту Абакаром. Розчарований у чарівниках, Джоріан шукає поради у святої людини Шендеру на вершині гори Аравія: мудрець практично радить підкуп. Повернення з гори ускладнюється зіткненням із групою гвардійців Ксілару, які полюють на колишнього короля. Джоріан, вчасно попереджений Маргалітою, відбиває напад, захоплюючи та тримаючи в заручниках їх лідера, ксіларіанського суддю Ґраллона. Ґраллон, який має репутацію непідкупного судді, згодом виявляється корисним, залагоджуючи юридичну суперечку між Джоріаном та Абакаром. Джоріан відправляє свого молодшого брата Керіна на розвідку в Ксілар.
Керін повертається з повідомленням, що Теватас, один із охоронців Естрільдіс, схильний до хабарництва. Джоріан і Карадур повертаються до Ксілара під виглядом малванців (мандрівних артистів, схожих на циган), де Теватас доставляє Естрільдіс в обмін на корону Ксілара, яку Джоріан сховав після своєї втечі від страти. Естрільдіс зізнається, що завела коханця і не хоче, щоб її рятували.
Джоріан віддає її коханцеві Корінею, а сам починає стосунки з Маргаліт, яку ще до того покохав. Очевидно, що винахідлива, практична і врівноважена Маргаліт є більш підходящим партнером для Джоріана, ніж емоційна Естрільдіс.
Барон Лорк, привид, який допоміг їм, одружує Джоріана із Маргаліт, яка потім звільняє дух від прокляття, яке завадило йому перейти в потойбічне життя. Втікаючи від переслідувачів, вони повертаються в Отомань.
У постскриптумі Джоріан зі своєю дружиною повернувся до Кортолі та приєднався до сімейної годинникової фірми. Там він дізнається, що революція в Ксіларі повалила старий режим і він нарешті поза небезпекою з боку своїх колишніх підданих. Фактично, тепер він їхній національний герой, і вони хочуть, щоб він став їх конституційним монархом — пропозиція, яку він чемно відхиляє.